# Грдина, Юрий Вячеславович
Ю́рий Вячесла́вович Грди́на (6 июля 1901, Вильно, Российская империя — 13 ноября 1967, Новокузнецк, Кемеровская область, РСФСР, СССР) — советский учёный-металловед, доктор технических наук.

## Биография
Родился в Вильно, через год увезён в Томск.
По окончании реального училища работал на Нижнеудинском участке железной дороги, с 1919 года — чертёжник управления Томской железной дороги.
В 1920 году — магнитолог экспедиции Томского института исследования Сибири, принимал участие в топографической съемке побережья Обской губы в экспедиции профессора Вейнберга. Окончил Томский технологический институт в 1925 году, работал и учился в Институте прикладной физики при СТИ в 1925—1928 годах, в 1928 году уехал в Красноярск, где проектировал электростанцию паровозоремонтного завода. В 1937 году переехал в Сталинск.
В 1937 году стал заведовать кафедрой металловедения и термической обработки металлов Сибирского металлургического института (СМИ). В 1938 году назначен техническим руководителем научно-исследовательского сектора. Проводил эксперименты по бесслитковой прокатке. Исследовал качество прокатки железнодорожных рельсов и железнодорожных осей.
В 1942 году защитил докторскую диссертацию «Тепловая обработка как метод улучшения рельсов».
Руководил на КМК опытной плавкой и прокатом первого слитка броневой стали.
Был назначен директором (1944—1946) Химико-металлургического института, однако в Новосибирск не переехал.
С 1947 года председатель межведомственной рельсовой комиссии.
В 1958 году Грдина организовал в СМИ кафедру физики металлов, где готовили инженеров-металлофизиков, был избран на должность заведующего кафедрой.
В 1958—1967 годах был редактором отдела металловедения и термической обработки металлов журнала «Известия вузов. Чёрная металлургия».
Председатель рельсовой комиссии, член совета Госплана СССР по координации научно-исследовательской работы в области металлургии, член НТС МВ и ССО СССР и ряда других научных организаций.
Художник. В холле металлургического корпуса СибГИУ выставлены его картины.

## Публикации
В периодических сборниках печати напечатал более 120 работ.

## Признание
- орден Ленина (1961);
- два ордена Трудового Красного знамени (1945, 1953);
- орден «Знак Почёта» (1945);
- Заслуженный деятель науки и техники РСФСР (1961);
- Государственная премия СССР (1967) — за разработку технологии, создание оборудования и внедрение в производство термической обработки ж/д рельсов.[7]
- 1966: премия им. Н. А. Минкевича;

## Память
- В честь него назван мыс Грдины[5][6].
- В Новокузнецкe 28 мая 1968 года его именем названа улица Грдины[5][6][8].
- 10 июля 2001 года было принято решение об установке в Новокузнецке мемориальной доски в честь 100-летия со дня рождения Юрия Грдины[9].

## Избранная библиография
- Грдина, Ю. В. Творческое содружество
- Грдина, Ю. В. и Неверов, В. В. Залечивание трещин в кристаллах каменной соли. Кристаллография, т. 12, вып. 3, 1967, с. 493—498, с табл. — Библиогр.: 14 назв.
- Грдина, Ю. В. и Неверов, В. В. Механизм схватывания твердых тел. Изв. высш. учеб. заведений. Чёрная металлургия, 1967, № 12, с. 104—107. — Библиогр.: 12 назв.
- Грдина, Ю. В. и Неверов, В. В. О перестройке атомов при схватывании металлов. Изв. высш. учеб. заведений. Чёрная металлургия, 1968, № 2, с. 103—109. — Библиогр.: 12 назв.
- Грдина, Ю. В. и Елисеева, Л. А. Об уравнениях кристаллизации. Доклады Акад. наук СССР, т. 109, № 3, 1956, с. 565—568. — Библиогр: 8 назв.
- Свойства рельсов с повышенным содержанием кремния. [Испытание стали]. Изв. высш. учеб. заведений. Чёрная металлургия, 1966, № 10, с. 150—151. — Авт.: Ю. В. Грдина, А. А. Говоров, Н. А. Нестеров и В. И. Григоркин.
- Грдина, Ю. В. и Гордин, О. В. О некоторых особенностях механизма модифицирования рельсовой стали. Изв. высш. учеб. заведений. Чёрная металлургия, 1963 , № 12, с. 152—157. — Библиогр.: 7 назв.
- Грдина, Ю. В. и Крецышева, Л. Б. О верхней температурной границе возникновения флокенов в стали. Изв. высш. учеб. заведений. Чёрная металлургия, 1964, № 6, с. 125—129. — Библиогр.: 12 назв.
- Влияние малых добавок титана и ванадия на некоторые свойства рельсовой стали. Сб. науч. тр. (Сиб. металлург. ин-т), вып. 5, 1968, с. 62—70. — Авт.: Е. Я. Зарвин, Ю. В. Грдина, Г. И. Веревкин [и др.]
- Грдина, Ю. В. и Царапкин, Л. В. Причины образования неровностей на железнодорожных рельсах в процессе их производства. Изв. высш. учеб. заведений. Чёрная металлургия, 1963, № 8, с. 132—136.
- Грдина, Ю. В. и Софрошенков, А. Ф. Комбинированная химикотермическая обработка стали. Изв. высш. учеб. заведений. Чёрная металлургия, 1963, № 2, с. 115—119. — Библиогр.: 6 назв.
- Грдина, Ю. В. Достижения в области термической обработки рельсов. Изв. высш. учеб. заведений. Чёрная металлургия, 1967, № 10, с. 132—139.
- «Блистающий мир», написана в 1963, обнаружена в 2002 году.